# Comuna de Sterdyń
Sterdyń (polaco: Gmina Sterdyń) é uma gminy (comuna) na Polónia, na voivodia de Mazóvia e no condado de Sokołowski. A sede do condado é a cidade de 1999.
De acordo com os censos de 2004, a comuna tem 4596 habitantes, com uma densidade 35,3 hab/km².

## Área
Estende-se por uma área de 130,03 km², incluindo:
- área agrícola: 74%
- área florestal: 18%

## Demografia
Dados de 30 de Junho 2004:
|                      | Total   | Total | Mulheres | Mulheres | Homens  | Homens |
| -------------------- | ------- | ----- | -------- | -------- | ------- | ------ |
|                      | pessoas | %     | pessoas  | %        | pessoas | %      |
| População            | 4596    | 100   | 2288     | 49,8     | 2308    | 50,2   |
| Densidade (pop./km²) | 35,3    | 100   | 17,6     | 17,6     | 17,7    | 17,7   |

De acordo com dados de 2002, o rendimento médio per capita ascendia a 1251,51 zł.

## Subdivisões
- Białobrzegi, Chądzyń, Dzięcioły Bliższe, Dzięcioły Dalsze, Dzięcioły-Kolonia, Golanki, Grądy, Kamieńczyk, Kiełpiniec, Kolonia Paderewek, Kuczaby, Lebiedzie, Lebiedzie-Kolonia, Łazów, Łazówek, Matejki, Nowe Mursy, Nowy Ratyniec, Paderewek, Paulinów, Seroczyn, Seroczyn-Kolonia, Sewerynówka, Stare Mursy, Stary Ratyniec, Stelągi, Stelągi-Kolonia, Sterdyń, Szwejki, Zaleś.